# شهرستان اسکاتلند (میزوری)
شهرستان اسکاتلند، میزوری (به انگلیسی: Scotland County, Missouri) یک سکونتگاه مسکونی در ایالات متحده آمریکا است که در میزوری واقع شده‌است.